# سرپاور جنوبگان
سرپاور جنوبگان (Mesonychoteuthis hamiltoni) نام یک گونه از تیره سرپاورهای شیشه‌ای است که به عنوان بزرگ‌ترین گونه ماهی مرکب از لحاظ جرم، و همچنین بزرگ‌ترین موجود بی‌مهره به‌شمار می‌رود. این گونه تنها عضو شناخته شده از سرده میانه‌چنگال (مزونیکوتئوتیس) است.
این گونه با طولی معادل ۱۲ الی ۱۵ متر، و وزن حدودی ۷۵۰ کیلوگرم، بیش از ۱۰ درصد از اندازهٔ نمونه دیگر این خانواده یعنی سرپاور غول، بزرگ‌تر است. سرپاور عظیم درندهٔ مهاجم و مجهز به منقار برنده و چنگال چرخان تیغه مانند در انتهای دواله‌هایش (شاخک‌های طنابی‌اش)، در عمق زیاد زندگی می‌کند و به ندرت با دریانوردان روبه‌رو می‌شود.